# Двинско-Печорский бассейновый округ

Бассейн реки Онега

Бассейн реки Северная Двина

Бассейн реки Мезень

Бассейн реки Печора

Двинско-Печорский бассейновый округ (сокращённо: Двинско-Печорский БО) — один из 20 бассейновых округов России (согласно ст.28 Водного Кодекса).
Появился в 2006 году с целью выделения особой области использования и охраны водных объектов (речных бассейнов и связанных с ними подземных водных объектов Белого и Баренцева моря (в пределах внутренних морских вод и территориального моря РФ, прилегающего к береговой линии) и рек, впадающих в них (Северная Двина, Печора, Онега, Мезень и др.).
Цифровой код — 03.
- 03 — Двинско-Печорский бассейновый округ
- 03.01. — Онега[1]
  - 03.01.00 — Онега
    - 03.01.00.001 — р. Онега
    - 03.01.00.002 — Реки бассейна Онежской губы от западной границы бассейна р. Унежма до северо-восточной границы бассейна р. Золотица без р. Онега
      - 03.01.00.100 — Острова Белого моря в пределах внутренних морских вод и территориального моря РФ, прилегающего к береговой линии гидрографической единицы 03.01.00 (вкл. Соловецкие о-ва)
- 03.02 — Северная Двина[2]
  - 03.02.01 — Малая Северная Двина
    - 03.02.01.001 — оз. Кубенское и р. Сухона от истока до Кубенского г/у
    - 03.02.01.002 — Юг
    - 03.02.01.003 — (Малая) Северная Двина от начала реки до впадения р. Вычегда без рр. Юг и Сухона (от истока до Кубенского г/у)

  - 03.02.02 — Вычегда
    - 03.02.02.001 — Вычегда от истока до г. Сыктывкар[3]
    - 03.02.02.002 — Вычегда от г. Сыктывкар до устья

  - 03.02.03 — Северная Двина ниже места слияния Вычегды и Малой Северной Двины[4]
    - 03.02.03.001 — Северная Двина от впадения р. Вычегда до впадения р. Вага
    - 03.02.03.002 — Вага
    - 03.02.03.003 — Пинега
    - 03.02.03.004 — Северная Двина от впадения р. Вага до устья без р. Пинега
    - 03.02.03.005 — Реки бассейна Белого моря от северо-восточной границы р. Золотица до мыса Воронов без р. Северная Двина
- 03.03 — Мезень
  - 03.03.00 — Мезень
    - 03.03.00.001 — Мезень от истока до в/п д. Малонисогорская[5]
    - 03.03.00.002 — Мезень от в/п д. Малонисогорская до устья
    - 03.03.00.003 — Реки бассейна Белого моря от мыса Воронов до мыса Канин Нос (без р. Мезень)
    - 03.03.00.102 — О-ва архипелага Земля Франца-Иосифа
- 03.04 — Бассейны рек междуречья Печоры и Мезени, вп. в Баренцево море[6].
  - 03.04.00 — Бассейны рек Баренцева моря междуречья Печоры и Мезени
    - 03.04.00.001 — Реки бассейна Баренцева моря от мыса Канин Нос до границы бассейна р. Печора
    - 03.04.00.100 — Острова Баренцева моря в пределах внутренних морских вод и территориального моря РФ, прилегающего к береговой линии гидрографической единицы 03.04.00, вкл. остров Колгуев
- 03.05 — Печора
  - 03.05 01 — Печора до впадения Усы[7]
    - 03.05.01.001 — Печора от истока до в/п п. Шердино
    - 03.05.01.002 — Печора от в/п п. Шердино до впадения р. Уса

  - 03.05.02 — Уса[8]
    - 03.05.02.001 — Уса

  - 03.05.03 — Печора ниже впадения Усы[9]
    - 03.05.03.001 — Печора от впадения р. Уса до в/п Усть-Цильма
    - 03.05.03.002 — Печора от в/п Усть-Цильма до устья
- 03.06 — Бассейны рек междуречья Печоры и Оби, впадающие в Баренцево море[10]
  - 03.06.00 — Бассейны рек Баренцева моря междуречья Печоры и Оби
    - 03.06.00.001 — Реки бассейна Баренцева моря от восточной границы бассейна р. Печора до восточной границы бассейна р. Большой Ою
    - 03.06.00.100 — Острова в пределах внутренних морских вод и территориального моря РФ, прилегающего к береговой линии гидрографической единицы 03.06.00 (включая остров Вайгач)
- 03.07 — Бассейны рек о. Новая Земля[11]
  - 03.07.00 — Бассейны рек о. Новая Земля
    - 03.07.00.001 — Острова архипелага Новая Земля